# 兵庫県立淡路聴覚特別支援学校
兵庫県立淡路聴覚特別支援学校（ひょうごけんりつ あわじちょうかくとくべつしえんがっこう）は、かつて兵庫県洲本市上物部二丁目にあった県立特別支援学校。聴覚障害や知的障害のある児童・生徒を教育対象としていた。

## 設置学部
- 幼稚部
- 小学部
- 中学部
- 高等部

## 歴史
- 1948年（昭和23年）10月 - 兵庫県立淡路聾学校として創立
- 1959年（昭和34年）4月 - 幼稚部設置
- 2007年（平成19年）4月 - 学校名を兵庫県立淡路聴覚特別支援学校に変更
- 2011年（平成23年）3月31日 - 兵庫県立淡路特別支援学校と発展的統合し、閉校となる。後身校として兵庫県立あわじ特別支援学校が本校敷地内に開校。